# Liberty Grove, Wisconsin
Liberty Grove là một thị trấn thuộc quận Door, tiểu bang Wisconsin, Hoa Kỳ. Năm 2010, dân số của thị trấn này là 1.715 người.